# 滨河卡纳莱哈斯
滨河卡纳莱哈斯（西班牙語：Canalejas del Arroyo）是西班牙卡斯蒂利亚-拉曼恰昆卡省的一个市镇。总面积61平方公里，总人口340人（2001年），人口密度6人/平方公里。